# Terrassa (stacja kolejowa)
Terrassa (hiszp: Estación de Terrassa) – stacja kolejowa w Terrassa, w prowincji Barcelona, we wspólnocie autonomicznej Katalonia, w Hiszpanii. Znajduje się na Passeig del 22 de Juliol, na linii 4 Cercanías Barcelona. Znajduje się na linii Barcelona-Manresa-Lleida.